# Lucjusz Kwinkcjusz Cyncynat

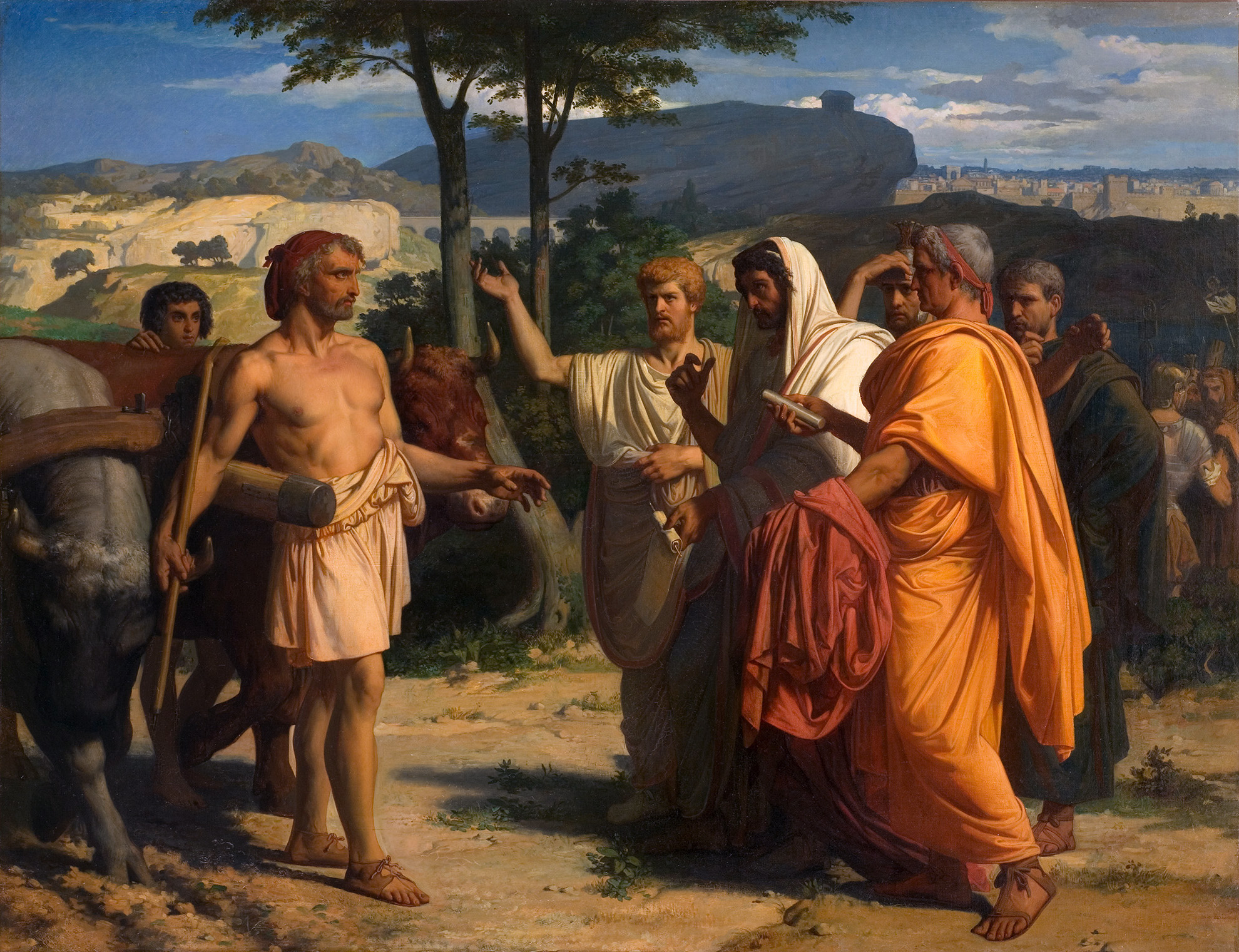
Cyncynat przyjmuje delegację senatorów rzymskich, mal. Alexandre Cabanel (1843)

Lucjusz Kwinkcjusz Cyncynat, Lucius Quinctius Cincinnatus „Kędzierzawy” (V wiek p.n.e.) – patrycjusz rzymski, konsul w roku 460 p.n.e. 
W 458 p.n.e. został obwołany przez senat rzymski dyktatorem Rzymu podczas wojny z ludem Ekwów. Według legendy senat dokonał wyboru, gdy Cyncynat orał pole. Posłowie, wysłani przez senat, najpierw nakazali mu założyć togę i, dopiero gdy Cyncynat pojawił się w stosownym stroju, przekazali mu wieść o wyborze. Po odniesionym zwycięstwie i odbytym triumfie natychmiast zrzekł się urzędu i związanej z nim nieograniczonej władzy, by powrócić do pracy na roli. Stał się przez to symbolem cnót obywatela rzymskiego.
Cyncynat został powtórnie dyktatorem w 439 p.n.e. i uspokoił tłum, wzburzony zamordowaniem plebejusza Spuriusa Meliasa. 
Cyncynat był wielokrotnie przywoływanym wzorem cnót obywatelskich. Jego dokonania opisał rzymski historyk Tytus Liwiusz, i właśnie dzięki niemu Cyncynat okazał się jedną z najpopularniejszych postaci starożytności rzymskiej, znanych literaturze i historiografii europejskiej epoki nowożytnej. Powszechnie występującym, niezaprzeczalnym wzorem cnót obywatelskich okazał się Cyncynat w szczególności dla szlachty polskiej XVI w. oraz myślicieli oświecenia i polskiego pozytywizmu. Był ideowym wzorcem dla twórców wielu państw przełomu XVIII i XIX w., m.in. Stanów Zjednoczonych i Księstwa Warszawskiego, a także nurtu patriotycznego wolnomularstwa. Na jego cześć nazwano Towarzystwo Cyncynatów oraz miasto Cincinnati.